# Escarmain
Escarmain ist eine französische Gemeinde mit 478 Einwohnern (Stand: 1. Januar 2022) im Département Nord in der Region Hauts-de-France. Sie gehört zum Arrondissement Cambrai und zum Kanton Caudry.

## Geographie
Escarmain liegt etwa 14 Kilometer südlich von Valenciennes und 22 Kilometer ostnordöstlich von Cambrai am Flüsschen Saint-Georges. Umgeben wird Escarmain von den Nachbargemeinden Bermerain im Norden, Capelle im Norden und Nordosten, Beaudignies im Osten, Romeries im Süden, Vertain im Südwesten und Westen sowie Saint-Martin-sur-Écaillon im Westen und Nordwesten.

## Bevölkerungsentwicklung
| Jahr                       | 1962 | 1968 | 1975 | 1982 | 1990 | 1999 | 2006 | 2013 | 2020 |
| Einwohner                  | 573  | 502  | 519  | 456  | 443  | 423  | 430  | 423  | 482  |
| Quellen: Cassini und INSEE |      |      |      |      |      |      |      |      |      |

## Sehenswürdigkeiten
- Kirche Saint-Jean-Baptiste aus dem 16. Jahrhundert
- Schloss, früheres Stiftskapitel

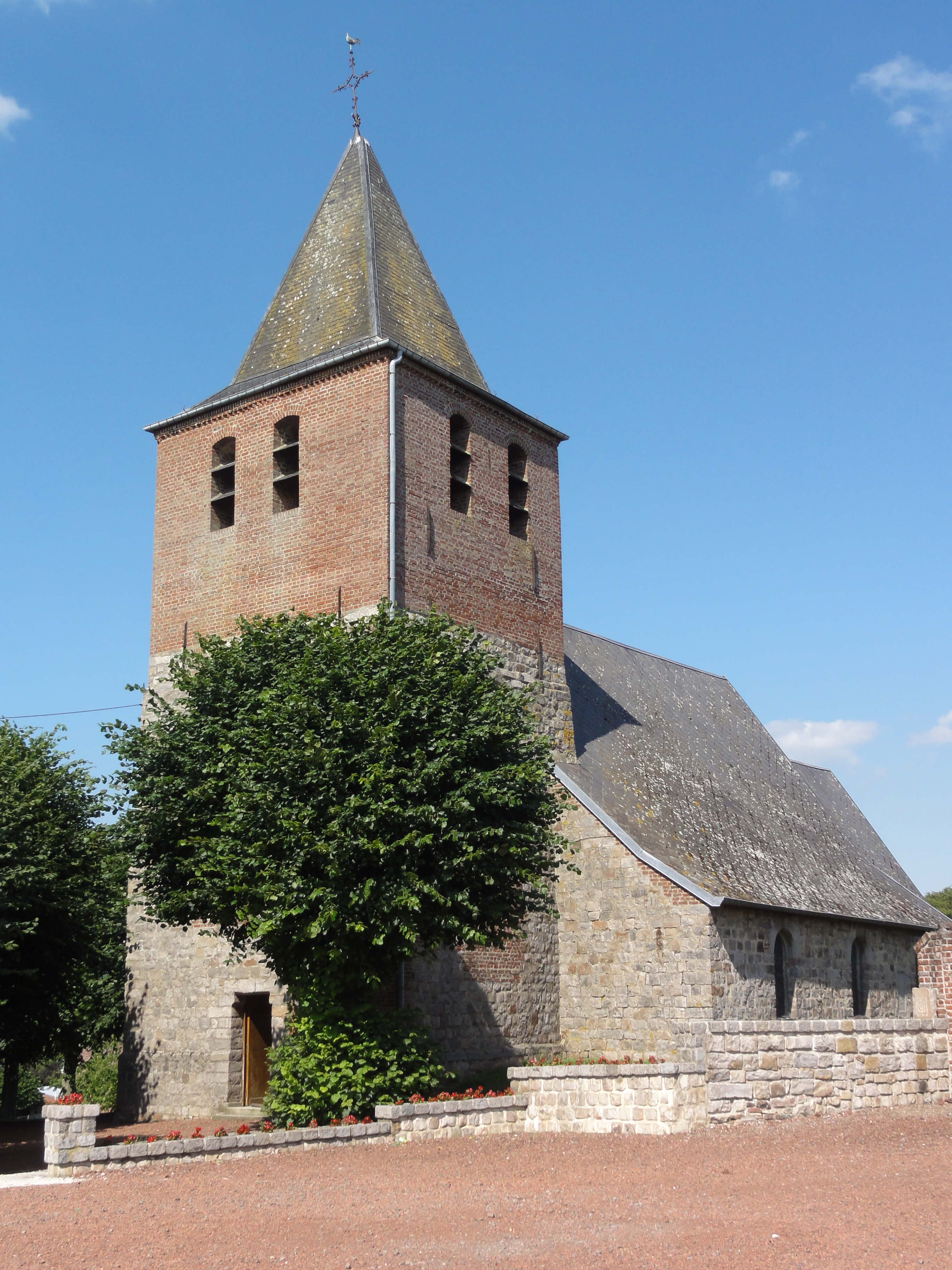
Kirche Saint-Jean-Baptiste
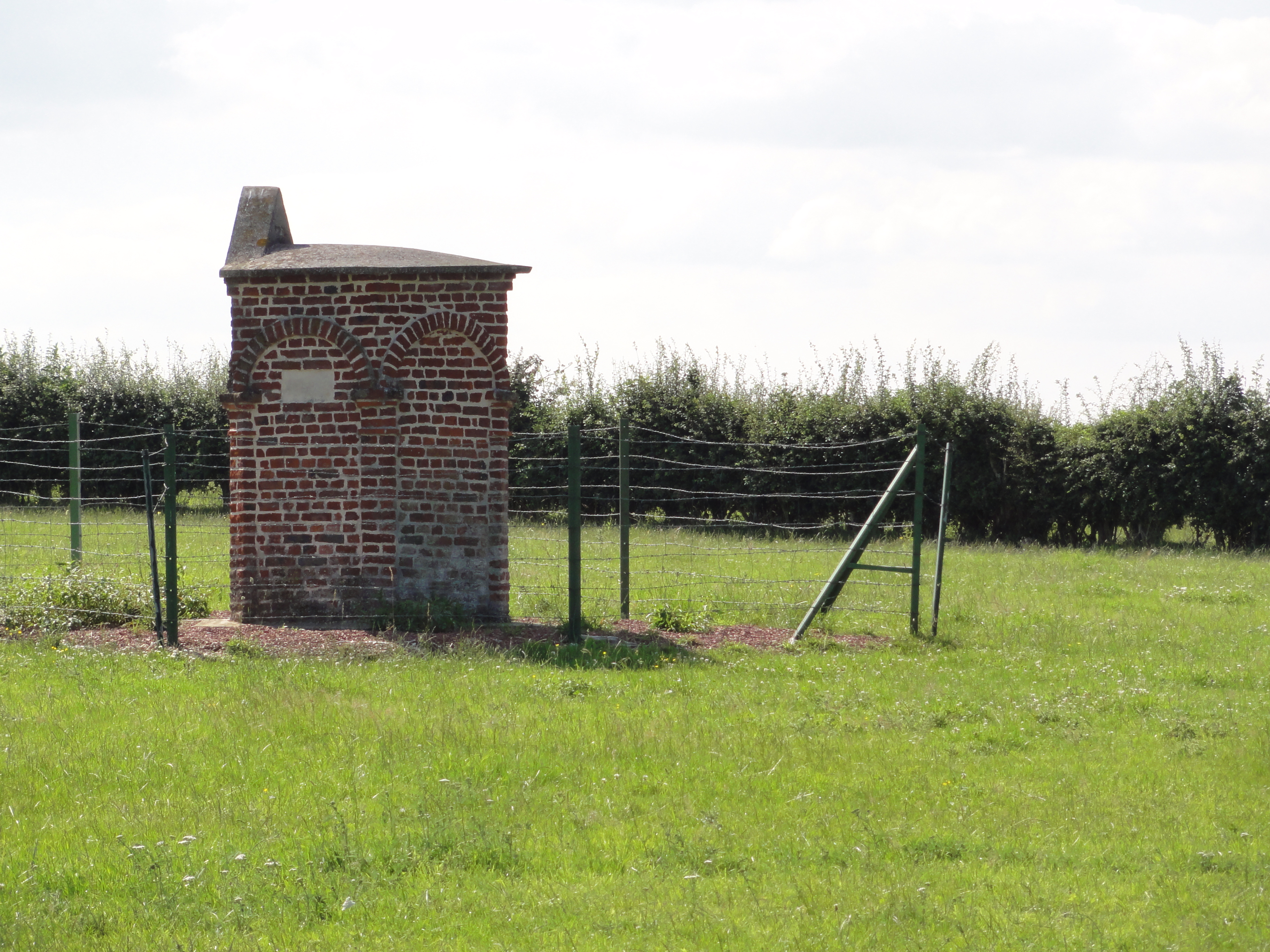
Kapelle Saint-Roch
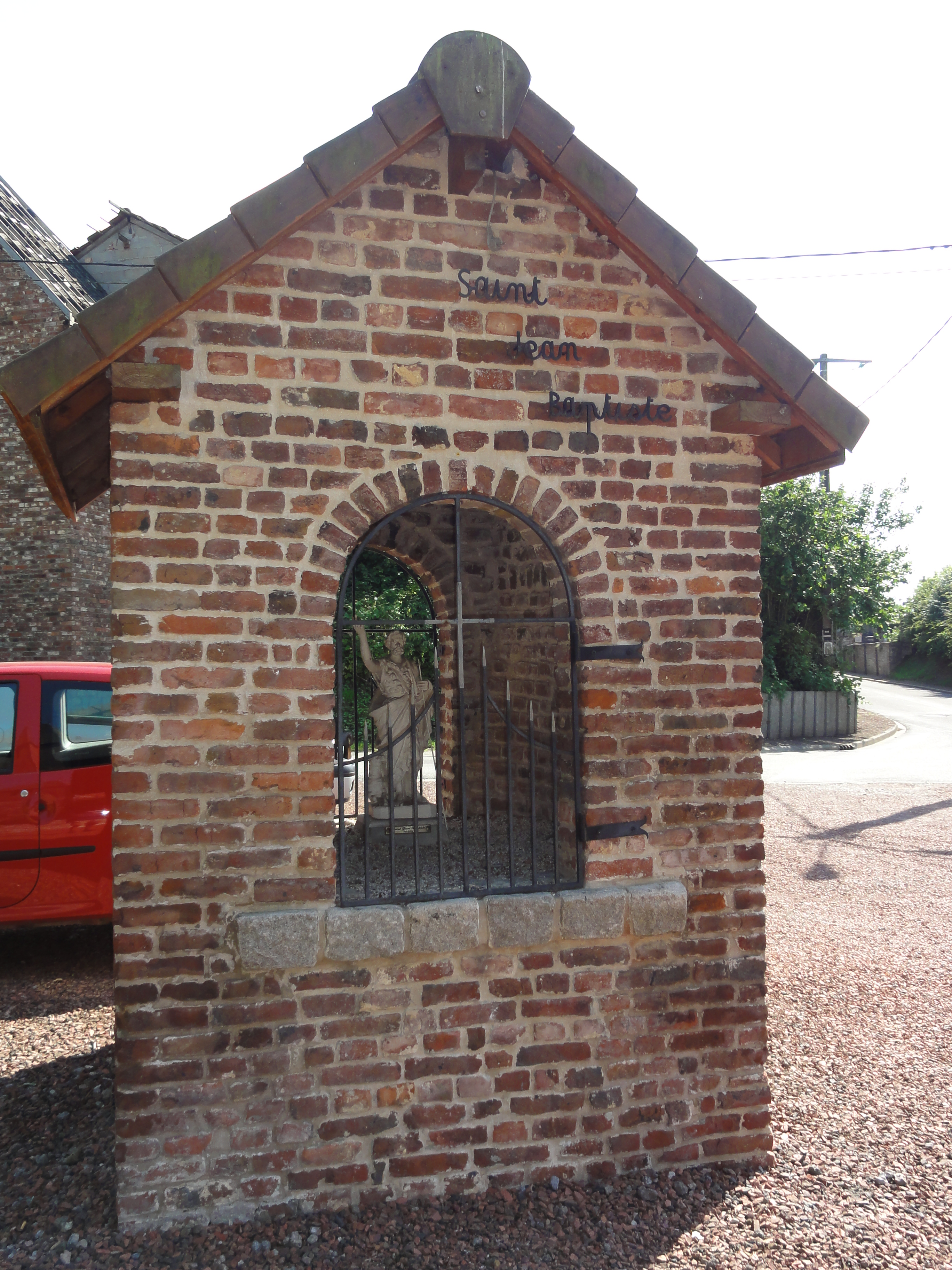
Kapelle Saint-Jean-Baptiste
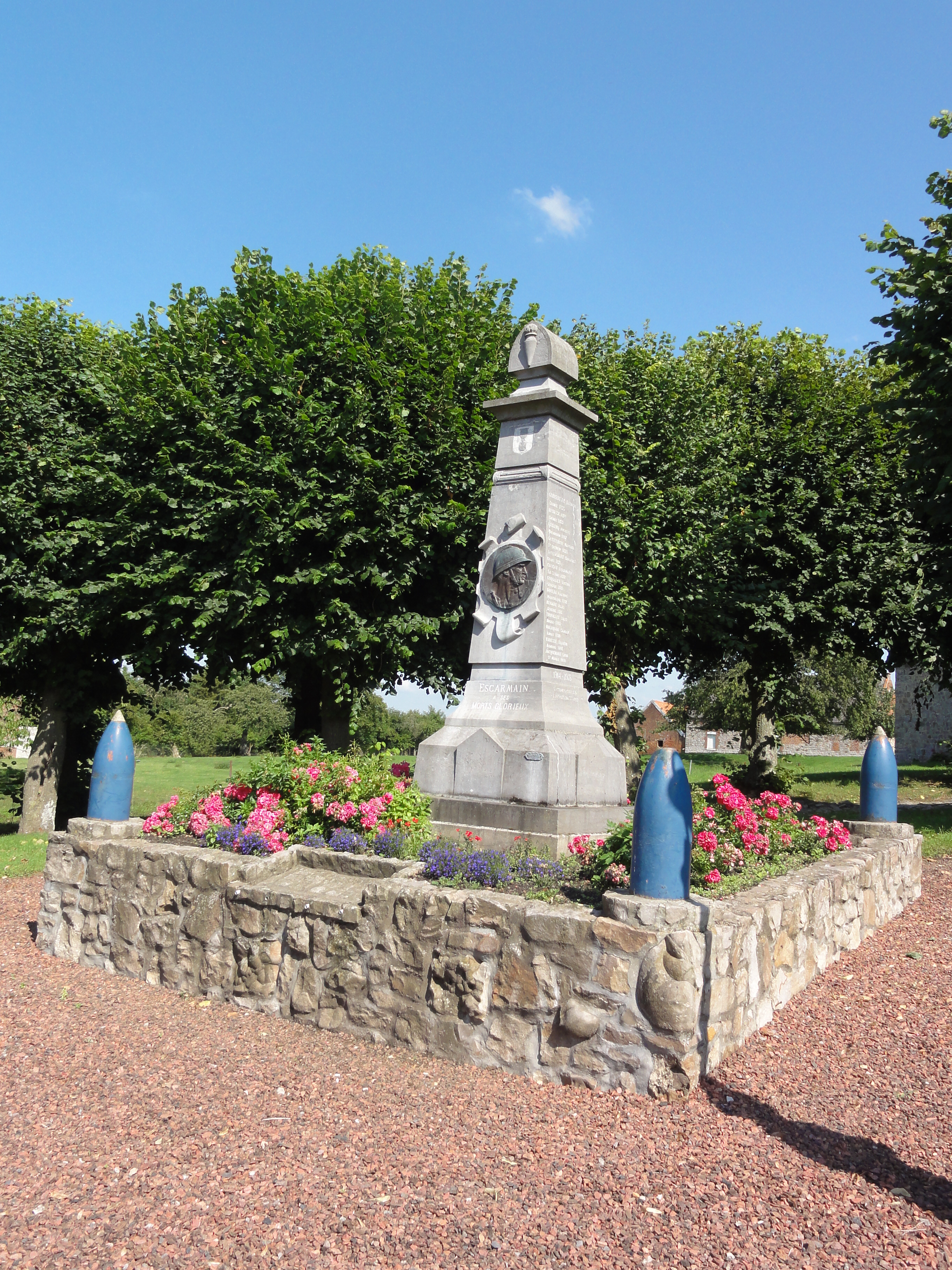
Gefallenendenkmal